# Serrat del Forcat
El Serrat del Forcat és una serra situada entre els municipis de Campdevànol i de Gombrèn a la comarca del Ripollès, amb una elevació màxima de 1.121 metres.